# Olekszij Valerijovics Honcsaruk
Olekszij Valerijovics Honcsaruk (ukránul: Олексій Валерійович Гончарук; Zsmerinka, 1984. július 7. –) ukrán jogász, ügyvéd és politikus, 2019. augusztus 29-től 2020. március 4-ig Ukrajna miniszterelnöke volt.

## Életrajza
Az Ukrajna Vinnicjai területén fekvő Zsmerinkában született. A Csernyihivi területen lévő Horodnyában járt középiskolába. Ezután, 2001–2006 között a Régióközi Vezetőképző Akadémia (MAUP) Nagy Vlagyimir Jogi Intézetében tanult Kijevben, ahol jogi mesterdiplomát szerzett. Később az Ukrajna elnöke mellett működő Nemzeti Államigazgatási Akadémián, az Aspen Intézetben és a Kijevi Mohila Üzleti Iskolában is tanult. Jogi területen szerzett PhD fokozattal rendelkezik. Tanít a MAUP Nagy Vlagyimir Jogi Intézetében, ahol a Pénzügyi és Bankjogi Tanszék docense.
Még egyetemistaként dolgozott az ásványvízpalackozással és gyümölcslégyártással foglalkozó Horodnyai Élelmiszeripari Üzemben jogi területen. 2005–2008 között a kijevi PRIOR-Invest befektetési cégnél dolgozott jogászként, ahol az utolsó fél évben a jogi részleget irányította. 2008-tól a Constructive Lawyers jogi cég ingatlanügyi partnereként és az arbitrázs ügyletek vezetőjeként dolgozott.
2007-ben saját ügyvédi praxist is indított, amelyet 2018-tól szüneteltet. 2009-től a Befektetési Károsultakat Segítő Szövetség nevű társadalmi szervezet elnöke. Emellett az Első Ukrán Ipari Befektetési Társaság első vezérigazgató-helyettese.
A 2014. októberi parlamenti választásokon a Szila ljudej (A nép ereje) nevű kis Európa-barát és liberális párt színeiben indult, a pártlista első helyét foglalta el. A párt nem szerzett listás parlamenti mandátumot, a szavazáson 0,11%-os eredményt ért el. A választások után Ihor Sevcsenko természetvédelmi és természeti erőforrások miniszterének, valamint Sztepan Kubiv első miniszterelnök-helyettes tanácsadója volt. 2015–2019 a hatékonyabb állami intézményrendszer érdekében tevékenykedő Hatékony Szabályozás Iroda (BRDO – Better Regulation Delivery Office) elnöke volt. A BRDO-t 2015-ben Ajvarasz Abromavicsusz akkori gazdasági és kereskedelmi miniszter ösztönzésére hozták létre Kanada és az Európai Unió pénzügyi támogatásával. A BRDO vezetésére Abromavicsusz kérte fel Honcsarukot.
Volodimir Zelenszkij elnökké választása és hivatalba lépése után, 2019. május 29-én az Elnöki Hivatal helyettes vezetőjévé nevezték ki. Ezt követően az elnök mellett működő konzultatív testület, a Nemzeti Reformtanács tagja lett, ahol a gazdaságfejlesztési területet felügyelte. 2019. június 21-től az ukrán Nemzeti Befektetési Tanács, június 25-től a Nemzeti Korrupcióellenes Tanács tagja.
Az újonnan megválasztott Ukrán Legfelsőbb Tanács első, 2019. augusztus 29-i ülésén Volodimir Zelenszkij elnök őt javasolta a miniszterelnöki posztra. A parlamenti szavazáson a 424 jelen lévő képviselőből 290 támogatta. Ugyanezen a napon tartott szavazást a parlament a Honcsaruk-kormányról is, melyet 281 képviselő támogatott.
2019. szeptember 6-tól az Ukrán Nemzetbiztonsági és Védelmi Tanács (RNBOU) tagja.

### Miniszterelnökként
2020. január 15-én az interneten egy hangfelvétel kezdett el terjedni, amelyen Olekszij Honcsaruk Katerina Roszkovával, az Ukrán Nemzeti Bank elnök-helyettesével és Okszana Markarova pénzügyminiszterrel beszélget a hrivnya árfolyamának megerősítéséhez szükséges lépésekről. A beszélgetés során Honcsaruk az elnök, Volodimir Zelenszkij szerény közgazdasági ismereteire utaló kijelentéseket tett. Így a felvételen elhangzott, hogy a gazdasági folyamatokat meglehetősen primitív módon értelmezi és a gazdasági kérdésekben profán. A felvétel nyilvánosságra kerülése után a Nép szolgája frakciójában felmerült annak lehetősége, hogy kezdeményezzék a kormány lemondását.
Minden valószínűség szerint a hangfelvétel nyilvánosságra kerülése miatt Olekszji Honcsaruk 2020. január 17-én benyújtotta az elnöknek lemondását a kormányfői posztról. Ezt azonban Volodimir Zelenszkij nem fogadta el és továbbra is bizalmáról biztosította Honcsarukot.
Az Ukrán Legfelsőbb Tanács a 2020. március 4-én megtartott rendkívüli ülésén felmentette miniszterelnöki tisztségéből Olekszij Honcsarukot. A parlament szavazáson jelen lévő 411 képviselője közül 353 szavazott a miniszterelnök felmentésére. A felmentés és a Honcsaruk-kormány bukásának fő oka az volt, hogy az elnök, Volodimir Zelenszkij elégedetlen volt az ukrajnai gazdasági reformok alakulásával. Az elnök javaslatára utódaként a parlament még aznap miniszterelnökké választotta Denisz Smihalt.

### Miniszterelnökégét követő időszaka
2023 decemberétől az Ukroboronprom állami hadiipari holding felügyelőbizottságának tagja.